# USS LST-752
O USS LST-752 foi um navio de guerra norte-americano da classe LST que operou durante a Segunda Guerra Mundial.